# Уруапан дел Прогресо
Уруапан дел Прогресо (шп. Uruapan del Progreso) је град у Мексику у савезној држави Мичоакан. Према процени из 2005. у граду је живело 238.975 становника.

## Становништво
Према подацима са пописа становништва из 2010. године, град је имао 264.439 становника.
| 1990.   | 1995.   | 2000.   | 2005.   | 2010.   |
| ------- | ------- | ------- | ------- | ------- |
| 187.623 | 215.449 | 225.816 | 238.975 | 264.439 |